# 穆柳阿帕切塔山
16°3′52″S 68°17′20″W / 16.06444°S 68.28889°W
穆柳阿帕切塔山（Mullu Apachita），是玻利維亞的山峰，位於該國西部拉巴斯省的拉雷卡哈省和洛斯安地斯省，處於維拉柳西塔山和漢科烏約山東南面，屬於安第斯山脈中玻利維亞瑞阿爾山脈的一部分，海拔高度5,368米。